# Lara A. Serodio
Lara A. Serodio (Vigo, 1984) es una escritora, redactora, guionista y creativa española.

## Trayectoria
Lara A. Serodio nació en Vigo, pero se trasladó a Barcelona, donde reside, para llevar a cabo su formación universitaria. Estudió guion audiovisual en la Escuela de Cine de Catalunya (ESCAC), graduándose en 2006, y posee un máster de estudios lingüísticos, literarios y culturales en la Universidad de Barcelona.
Escribió y dirigió su proyecto final de carrera, el cortometraje en 35 mm Babies for Gina (2007), protagonizado por Eloy Azorín y Cristina Brondo. Fue seleccionado en más de 20 festivales nacionales e internacionales, entre ellos en la 11.ª edición del Festival de Málaga. Su segundo cortometraje como directora y guionista, Canaletas (2009), fue protagonizado por los actores Marc Clotet y Estel Solé.  
Ha sido redactora de portales de actualidad como S Moda de El Paísy Noir Magazine, directora creativa de productoras y guionista audiovisual. 
Ha ejercido como copywriter publicitaria y directora creativa ejecutivapara diferentes agencias y clientes. En 2012 cofunda una empresa de servicios editoriales que colabora con grandes grupos editoriales y para la que trabaja como redactora, editora externa y correctora de manuscritos.
Como escritora, ha publicado cinco novelas: Una vida M, fue publicada en versión digital en 2014 y posteriormente en papel en 2015, Tercero sin ascensor, publicada en 2017 por el Grupo Planeta y traducida al catalán ese mismo año. En 2021 vieron la luz el audiolibro La piel infiel, (Audible) y el thriller domestic noir Cerca de ti, publicado por Ediciones B y en 2024 el Audible Original El día sin mañana, y La piel infiel en papel, y que inaugura el nuevo sello literario de Grupo Planeta, NdeNovela.
La revista Glamour ha dicho de la autora «esta escritora gallega que con su tercera obra se consolida como una narradora que siempre te atrapa no solo por las tramas, sino por la manera que tiene de desarrollarlas y embarcarte como lector en ellas».
En 2020 fue galardonada con una Beca Montserrat Roig del Ajuntament de Barcelona — Ciutat UNESCO de la literatura.

## Obras
- Una vida M (Delibrum Tremens, 2015)
- Tercero sin ascensor (Crossbooks, 2017)
- Tercer sense ascensor (Fanbooks, 2017)
- La piel infiel (Audible, 2021)
- Cerca de ti (Ediciones B, 2021)
- El día sin mañana (Audible, 2024)
- La piel infiel (NdeNovela, 2024)